# Chevalier bargette
Xenus cinereus
Genre
Espèce
Statut de conservation UICN

 LC  : Préoccupation mineure
Le Chevalier bargette (Xenus cinereus) ou Bargette de Térek, est une espèce d'oiseaux limicoles de la famille des Scolopacidae, la seule espèce représentante du genre Xenus.

## Description
Cet oiseau mesure 22 à 25 cm de longueur pour une envergure de 38 à 45 cm et une masse de 60 à 90 g. Il a un plumage grisâtre dessus et blanchâtre dessous. Ses pattes relativement courtes sont jaunâtres à jaune orangé. Son trait le plus caractéristique est le bec légèrement retroussé.

## Répartition
Le Chevalier bargette se reproduit en Finlande, en Ukraine, en Biélorussie et dans le nord de la Russie. Quelques cas de reproduction ont également été notés en Norvège et en Lettonie. Il hiverne sur le pourtour de l'océan Indien, d'Afrique australe et d'Australasie. Il est accidentel en Europe de l'Ouest et en Amérique.

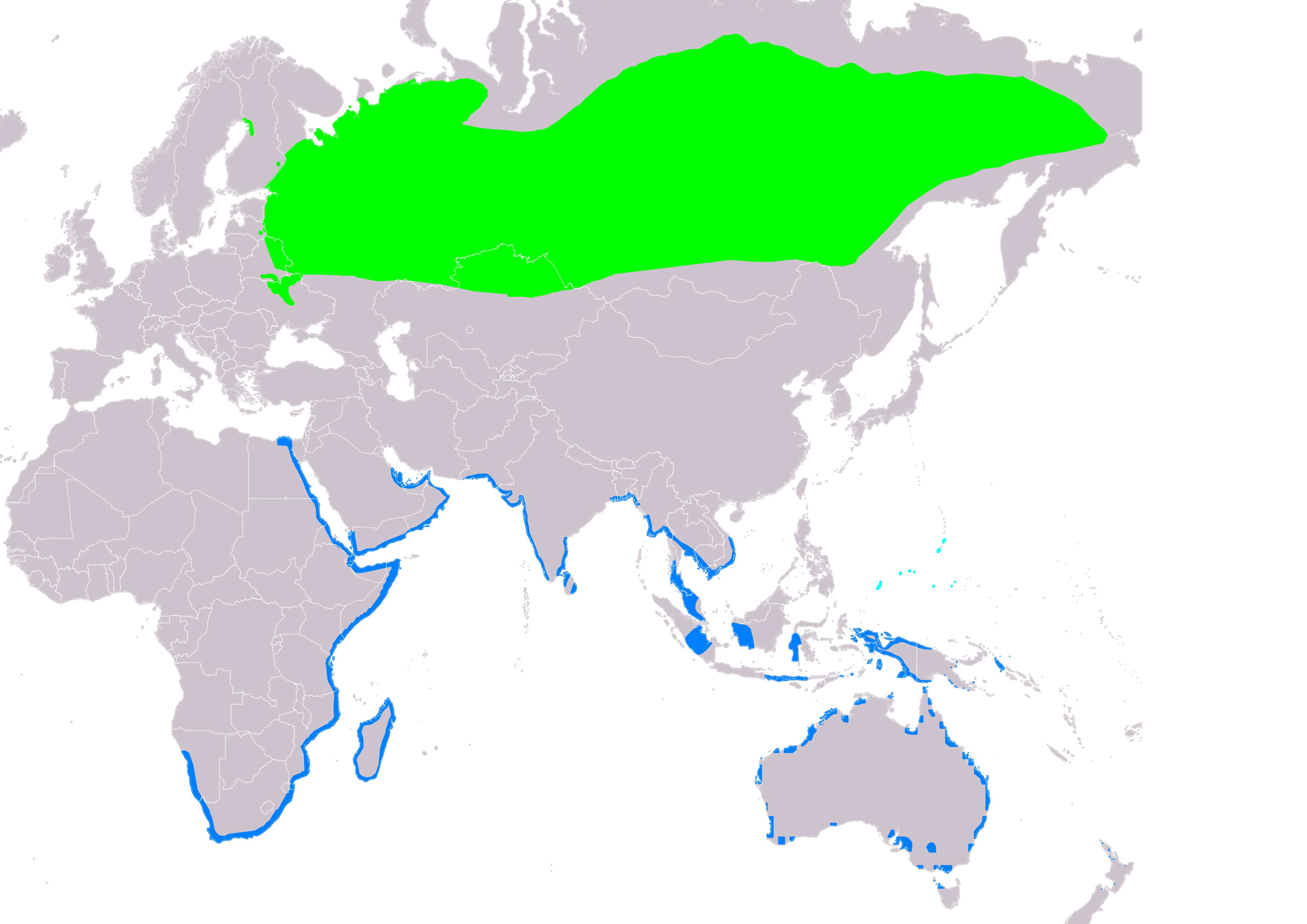
Aire de répartition du chevalier bargette

## Alimentation
Cet oiseau se nourrit par picage et sondage à faible profondeur. Il consomme des insectes, des crustacés, des annélides et des graines.